# رایت (دهانه)
رایت یک دهانه برخوردی در ماه‌ است.

## دهانه‌های اقماری
این دهانه ۳ دهانه اقماری دارد.
| Rayet | عرض جغرافیایی | طول جغرافیایی | قطر          |
| ----- | ------------- | ------------- | ------------ |
| Y     | ۴۷.۲° N       | ۱۱۳.۰° E      | ۱۴.۰ کیلومتر |
| H     | ۴۳.۴° N       | ۱۱۶.۷° E      | ۱۶.۰ کیلومتر |
| P     | ۴۳.۳° N       | ۱۱۴.۰° E      | ۱۷.۰ کیلومتر |